# Сан Вали (Невада)
Сан Вали (енгл. Sun Valley) насељено је место без административног статуса у америчкој савезној држави Невада.

## Демографија
По попису из 2010. године број становника је 19.299, што је 162 (-0,8%) становника мање него 2000. године.
| Група             | 2000.          | 2010.          |
| Белци             | 13.675 (70,3%) | 10.897 (56,5%) |
| Афроамериканци    | 429 (2,2%)     | 275 (1,4%)     |
| Азијати           | 431 (2,2%)     | 385 (2,0%)     |
| Хиспаноамериканци | 4.113 (21,1%)  | 7.032 (36,4%)  |
| Укупно            | 19.461         | 19.299         |